# Semiscolecidae
Semiscolecidae é uma família de anelídeos pertencente à ordem Arhynchobdellida.
Géneros:
- Cyclobdella Weyenbergh, 1879
- Orchibdella Ringuelet, 1945
- Patagoniobdella Ringuelet, 1972